# Черёмин, Георгий Сергеевич
Гео́ргий Серге́евич Черёмин (1916—1993) — советский литературовед, литературный критик. Специалист по русской литературе начала XX века и советской литературе.

## Биография
Георгий Черёмин родился в 1916 году.
Доктор филологических наук.
Сотрудник Президиума Академии наук СССР (1949—1988), сотрудник Института мировой литературы имени А. М. Горького АН СССР (1989—1993).
Умер в 1993 году.

## Научная деятельность
Специалист по русской литературе начала XX века и советской литературе.